# Abdesalam Bennuna
Abdeslam Bennuna (en árabe: عبد السلام بنونة) (Tetuán, 1888-Ronda, 1935) fue un personaje clave en la historia de Tetuán y del Protectorado español. Es considerado, junto con Mohammed Daud, el padre del nacionalismo marroquí del norte.

## Biografía

### Inicios
Abdesalam Bennuna nació en Tetuán (Marruecos) en 1888. La familia Bennuna, de origen andalusí, era una de las más conocidas de la ciudad y residía en el barrio del Blad, el más importante de la Medina, junto con otras familias distinguidas, de la élite, como las de los Buhlal o los Bricha. En ese mismo barrio se encuentra La Gran Mezquita (Jamaa El-Kebir), que fue construida en 1808 por el sultán Muley Slimán.
Vivió en un momento de la historia de Tetuán muy concreto y en proceso de cambio, pues eran años previos a la instauración del Protectorado español de Marruecos, en 1912: 

Tetuán era una encantadora ciudad de estilo andaluz, gobernada por una camarilla de antiguas familias muy orgullosas de su herencia hispanomusulmana
Susan Gilson Miller Historia del Marruecos Moderno, p.190

En esa ciudad creció Benunna, quien realizó sus estudios en una escuela coránica tetuaní, del mismo modo que más adelante harían sus hijos. Abdesalam comenzó a formarse, pero como la madraza no complacía todas sus inquietudes intelectuales, empezó a leer sobre distintas disciplinas como fueron las matemáticas, la astrología, la historia del islam, de Marruecos o de la España árabe, aprendiendo también español. Con veinticinco años, en 1913, peregrinó a la Meca cumpliendo así con el hajj, el quinto pilar del islam. El viaje le permitió visitar España y Egipto, donde empezó a hacer sus primeras labores periodísticas.
La influencia religiosa en torno al salafismo egipcio fue muy importante en la formación personal de Abdesalam Bennuna así como para jóvenes de su entorno. De hecho, más tarde, sería el propio Bennuna quien fomentaría la solidaridad panarábiga e incentivaría a los hijos de las élites -como lo había sido él-  a estudiar en El Cairo o en distintas ciudades de Palestina. Ejemplo de ello fue Abd el-Jalek Torres y sus hijos Mehdi y Tayyeb Bennuna -ellos, también estudiaron en la Universidad de al-Azhar de El Cairo-, quienes se convertirían en líderes del movimiento nacionalista marroquí en los años treinta y que fueron herederos del modelo educativo que dibujó Bennuna, que se centró en crear una educación de calidad, debido a la ausencia de una buena política educativa española. La enseñanza española pública estaba dirigida a españoles y además éstos contaban con centros privados.

### Carrera
En cuanto a su carrera, cuando en 1912 se estableció el Protectorado Español en Marruecos, Benunna, que gozaba del respeto de sus conciudadanos, participó en 1916 en la creación del Ministerio de Justicia Jalifiano, con competencia en la enseñanza religiosa musulmana, favoreciendo como modelo educativo una escuela nacionalista. En ese mismo año se creó el Ateneo Científico y Literario Marroquí, iniciativa creada -esta es una de las versiones- por el mismo Bennuna.
En 1919, cuando desempeñaba el cargo de Mhtasib –inspector de mercado– fundó la Escuela de Artes y Oficios Nacionales de Tetuán, en una estrecha colaboración hispano-marroquí, destacando la iniciativa de Bennuna y del artista granadino Mariano Bertuchi, autor de un retrato de Bennuna que se conserva en la sede del partido del Istiqlal en Rabat.
El año 1922 fue un año clave. Abdesalam Bennuna fue nombrado ministro de Hacienda del jalifa. Pero, sobre todo lo fue porque contactó con Mohammed Daud, perteneciente a una familia de la élite tetuaní, cuando regresó a Tetuán. Daud había conocido a Mehdi Bennuna en la Universidad de Al-Qarawiyyin, en Fez, famosa por simpatizar con la ideología salafí. Su relación se fue estrechando con el paso del tiempo - Daud se casaría con una de sus hijas en la década de los 30-  y empezaron a participar en prensa, simpatizando con la ideología nacionalista. En 1925 crean la primera escuela nacionalista, la escuela Ahlía, con un sistema de enseñanza similar al existente en la época en Turquía y Europa, pero donde las clases se impartían en árabe -en las escuelas creadas por España la lengua vehicular era el español- y la enseñanza de la literatura, la historia y la geografía de Marruecos ocupaban un lugar destacado. La dirección la llevó Daud, mientras que la financiación corría a cuenta de Abdesalam.
En 1928, el día 1 de marzo, Bennuna fundó la “Cooperativa Industrial Hispano Marroquí”, compañía que electrificó la Medina de Tetuán. Bennuna era considerado y reconocido tanto por los potentados como por los ciudadanos en general, la empresa se creó con un capital inicial de un millón de pesetas, 500 acciones son de 1000 pesetas pero 5000 son de 100 pesetas, buscando hacer de la iluminación de la Medina un proyecto nacional, según recoge su nieto Tarik Bennuna en su blog, el 30 de abril de 2011 y con anterioridad el diario ABC, en su revista Blanco y Negro, en su edición del 24 de febrero de 1935. Fue una iniciativa marroquí, ante la poca importancia que le daba en ocasiones España a la cooperación, en busca de ser más fuertes económicamente, y poder pensar en una economía nacional.

### Últimos años acompañados de espíritu nacionalista
En 1930, Tetuán recibió la visita del libanés Shakib Arslan, emir druso del Líbano, que se alojó en casa del propio Bennuna. Arslan, político nacionalista árabe, escritor e historiador y gran defensor del panislamismo, había estado realizando durante el verano de 1930 una visita a Sharq al-Ándalus, acabando en agosto en Tetuán para recibir un homenaje. Arslan destacó por su lucha contra el Dahir bereber y su apoyo a España como nación protectora. Sobre el tema del Dahir, Arslan se estuvo carteando con Bennuna, además de tratar la actualidad de su época y de comentar lo publicado por diferentes revistas como “Al Monar” o Al Fath":

La reacción de la gente contra el Dahir, sigue todavía, y los lazos nacionales se refuerzan más aún, así como la conciencia que va creciendo, como demuestra la solidaridad de todos los países islámicos. Tiene usted que saber que los marroquíes se han despertado definitivamente, a causa de esta calamidad; el que no puede hablar, lucha discretamente.
Carta de Abdesalam Bennua a Shakib Arslan

Siguiendo con su ideología nacionalista, tras montar la cooperativa eléctrica, Abdesalam Bennuna se embarcó en más proyectos como fueron una cooperativa de alfombras en Chauen al inicio de 1930, una fábrica textil en Tetuán el mismo año -que no pudo salir adelante con la competencia española- o por ejemplo una cooperativa de carnicerías marroquíes también en Tetuán en 1934.
En cuanto a materia educativa, la Alta Comisaría encargó a Bennuna en 1930 un informe acerca de cómo estaba la situación educativa de la enseñanza musulmana. Abdesalam respondió con la propuesta de una reforma total de dicha enseñanza, aportando una agenda académica. Bennuna defendió la enseñanza obligatoria desde los seis a los doce años y que esta fuera gratuita para personas que no tenían recursos. La Alta Comisaría se fue alejando de lo demandante en el informe y Bennuna se fue concentrando en la Escuela Ahlía y en la organización y desarrollo del movimiento nacionalista.
En cuanto a temas más ligados a la política, en 1931 los notables de Tetuán redactaron un documento que recogía unas peticiones reformistas para el protectorado español, siendo Abdesalam Bennuna el primero en aparecer en las firmas. Las peticiones las entregó en mano a Niceto Alcalá-Zamora, presidente de la República española.
En 1933 Bennuna creó una sección de la Liga de los Derechos Humanos en Tetuán junto a otros militantes marroquíes, tras haber solicitado su afiliación a la Liga Española. Ésta la aceptó como su filial.
Abdesalam Bennuna viajó a España y participó en distintas reuniones con la intención de discutir sobre la situación política del protectorado con las autoridades españolas. Ejemplo de ello son las acontecidas en Madrid a principios de 1934, en las que reclamaba una autonomía o la independencia de la parte del Protectorado español en Marruecos.
Bennuna falleció en Ronda, Málaga, el 9 de enero de 1935. Daud continuó con el proyecto educativo y Abd el-Jalek Torres, miembro de la alta burguesía de Tetuán, pasó a liderar el movimiento político buscando siempre la no confrontación con las autoridades españolas, como aprendió de Bennuna.

## Monografía de Abdesalam Benunna en árabe
La investigadora Irene González González aclara en su obra Spanish Education in Morocco, 1912-1956 la importancia de poder acudir a las fuentes en árabe, y por tanto del conocimiento de esta lengua, ya que por ejemplo, acerca de Abdesalam Bennuna existe una biografía en árabe muy completa que fue publicada en cuatro volúmenes por Muhammad Ibn Assuz Hakim en Rabat entre los años 1987 y 1995. Se trata de un autor cuya Información se encuentra dispersa y fragmentada.